# Spilosoma japonensis
Spilosoma japonensis là một loài bướm đêm thuộc phân họ Arctiinae, họ Erebidae.